# Gaesischia buzzii
Gaesischia buzzii là một loài Hymenoptera trong họ Apidae. Loài này được Urban mô tả khoa học năm 1989.